# Xã Martinsburg, Quận Renville, Minnesota
Xã Martinsburg (tiếng Anh: Martinsburg Township) là một xã thuộc quận Renville, tiểu bang Minnesota, Hoa Kỳ. Năm 2010, dân số của xã này là 197 người.